# Стефан Юруков
Стефан Юруков (по прякор Чики) е български футболист, централен нападател. Носител е на две шампионски титли и две купи на България с отбора на Литекс, където оглавява клубната листата на голмайсторите за всички времена.

## Биография
Стефан Юруков започва футболната си кариера в юношеските редици на своя любим отбор от детинство Левски София, където обаче е пренебрегван от треньорите, които не му дават шанс за пробив в първия отбор на клуба. Това принуждава младия Юруков да напусне София и да потърси реализация в по-скромен тим. Първата му спирка е ломският съименник на бившия му отбор Левски (Лом), от където впоследствие преминава за кратко през Черно море, Хасково, Корабостроител (Русе), Бдин, Етър, Велбъжд и Хан Аспарух. Точно когато кариерата на младия футболист изглежда провалена, през лятото на 1996 г. се появява офертата от току-що изпадналия в Б група ловешки отбор Литекс. Клубът е поет от амбициозния бизнесмен и спортен меценат Гриша Ганчев, а съставът от предния сезон е почти изцяло подменен, като се забелязват много играчи с подобна на Юруков съдба – отхвърлени от големите български клубове. Чики не се колебае и подписва договор, което се оказва повратен момент в кариерата му. Още следващия сезон Литекс мачка във втория ешелон на България, завършвайки първенството на първо място с над 10 точки пред втория Олимпик (Галата), а Стефан Юруков, заедно с голмайстора на Б група Димчо Беляков, се превръща в топ реализатор на отбора със своите 14 отбелязани гола. Юруков се разписва и във вратите на Левски (за Купата на България, 2:0), ЦСКА (приятелски мач, 2:0), настоящия шампион Славия (за Купата на Лигата, 3:0) и на финала за Купата на Лигата срещу Нефтохимик (2:2, победа за бургаския отбор след изпълнение на дузпи).
В следващия сезон на Литекс в А група Юруков е неизменен титуляр в центъра на атаката на отбора и на края на полусезона води голмайсторската ранглиста на първенството с 13 гола, но точно тогава бива продаден на турския Газиантепспор заедно с Димчо Беляков с трансфер на обща стойност милион и половина. Впоследствие Литекс изненадващо става шампион на България за първи път в своята история. Юруков и Беляков не успяват да спасят Газиантепспор от изпадане във втора дивизия и след края на сезона се завръщат в Ловеч. Двамата взимат участие в дебюта на Литекс в евротурнирите срещу шведския Халмстадс БК. В първата среща, играна в Бургас поради липса на лиценз на ловешкия стадион за провеждане на международни срещи, българите бият с 2:0 с голове на Албан Буши в началото на срещата и Стефан Юруков в самия ѝ край. Юруков се превръща в герой на реванша след като при резултат 2:0 за шведите влиза като резерва и вкарва безценния гол за 2:1 в средата на второто полувреме, с което класира Литекс за втория предварителен кръг на Шампионската лига, където ловчалии претърпяват поражение от Спартак Москва.
Литекс започва лошо защитата на титлата в България, но постепенно подобрява играта си и в края на първия полусезон вече е на първо място в класирането, от където не слиза до края на първенството и по този начин печели втората си поредна шампионска титла, с което става първият провинциален клуб, постигнал подобно нещо. Юруков отново е стълб в нападението на Литекс и остава на второ място по отбелязани голове за клуба след водача при голмайсторите на първенството Димчо Беляков. За негова беда се контузва в началото на подготовката през лятото и пропуска всички мачове на Литекс в предварителните кръгове за Шампионската лига.
Следва спад в играта на отбора през следващия сезон, в който Литекс завършва на пето място, но Стефан Юруков неизменно е на върха на атаката. През сезон 2000/01 Литекс печели и първата си Купа на България, побеждавайки на финала Велбъжд (Кюстендил) в София със златен гол на Стефан Юруков в първата минута на продължението. По пътя към финала Литекс отстранява последователно ЦСКА с общ резултат 3:1 (гол на Юруков) и Левски с общ резултат 4:1, а Велбъжд са разбити седмица по-рано в Ловеч с 5:0. Последвалото участие в Купата на УЕФА се превръща в най-успешната еврокампания на Литекс (заедно с 2006), като отборът достига трети кръг на надпреварата, отстранявайки по пътя си три отбора. Юруков е резерва в по-голямата част от мачовете, записвайки два гола на сметката си – в първия мач срещу ирландския ФК Лонгфорд Таун и в последния срещу гръцкия АЕК.
Юруков изиграва още два сезона в Литекс, като прекарва един полусезон под наем в Спартак (Варна), след което е освободен от отбора при чистка заради миникризата през сезон 2002/03, записвайки мачове за Черно море и Родопа, но е върнат отново в Ловеч (заедно с Беляков) следващия сезон поради остра липса на нападатели по това време. Същата година (2004) Литекс печели втората си Купа на България, побеждавайки ЦСКА на националния стадион „Васил Левски“ след 2:2 в редовното време и изпълнение на дузпи. Юруков не взима участие в този мач заради контузия.
Следващия сезон обаче нападателят отново бива освободен от отбора и пробва късмета си в китайския Ляонин.
За купата на страната има 31 мача и 25 гола за Литекс. В евротурнирите е изиграл 14 мача и е вкарал 5 гола (4 мача и 3 гола за КЕШ и 10 мача с 2 гола за купата на УЕФА). За националния отбор е изиграл 1 мач.
Шампион на България през 1999 г., вицешампион през 2002 и носител на купата на страната през 2001 и 2004 г. Финалист за купата на страната през 1999 и за купата на професионалната лига през 1997 г.

## Статистика
- Хасково – 1990/ес. - А РФГ, 3/1
- Бдин – 1991/пр. - Б РФГ, 17/8
- Черно море – 1991/92 - Б РФГ, 6/0
- Корабостроител (Русе) – 1993/ес. - Б РФГ, 12/5
- Етър – 1994/ес. - А ПФГ, 9/1
- Велбъжд (Кюстендил) – 1994/95 - Б РФГ, 12/3
- Хан Аспарух (Исперих) – 1995/96 - Б РФГ, 27/10
- Литекс – 1996/97 - Б РФГ, 29/14
- Литекс – 1997/ес. - А ПФГ, 15/13
- Газиантепспор – 1998/пр. - Турска Суперлига, 12/6
- Литекс – 1998/99 - А ПФГ, 21/8
- Спартак (Варна) – 1999/ес. - А ПФГ, 8/4
- Литекс – 2000/пр. - А ПФГ, 12/6
- Литекс – 2000/01 - А ПФГ, 24/14
- Литекс – 2001/02 - А ПФГ, 32/14
- Черно море (Варна) – 2002/ес. - А ПФГ, 10/5
- Ляонин – 2003 – Китайска Суперлига, 14/6
- Литекс – 2003/04 - А ПФГ, 16/5
- Родопа – 2004/ес. - А ПФГ, 8/2
- Тиела – 2005/пр. - C'Етники Категория, 11/2